# Lago Mürtz
El lago Mürtz (en alemán: Mürtzsee) es un lago situado en el distrito de Llanura Lacustre Mecklemburguesa, en el estado de Mecklemburgo-Pomerania Occidental (Alemania), a una altitud de 70.7 metros; tiene un área de 25.2 hectáreas.
Se encuentra ubicado a algunos kilómetros al este del lago Müritz, el mayor de Alemania.